# زیردریایی کلاس کاسماس
زیردریایی کلاس کاسماس (به انگلیسی: Cosmos-class submarine) یک کلاس از زیردریایی است که طول آن 27.28 meters و ارتفاع آن 5.59" می‌باشد.